# ニルギリ山岳鉄道

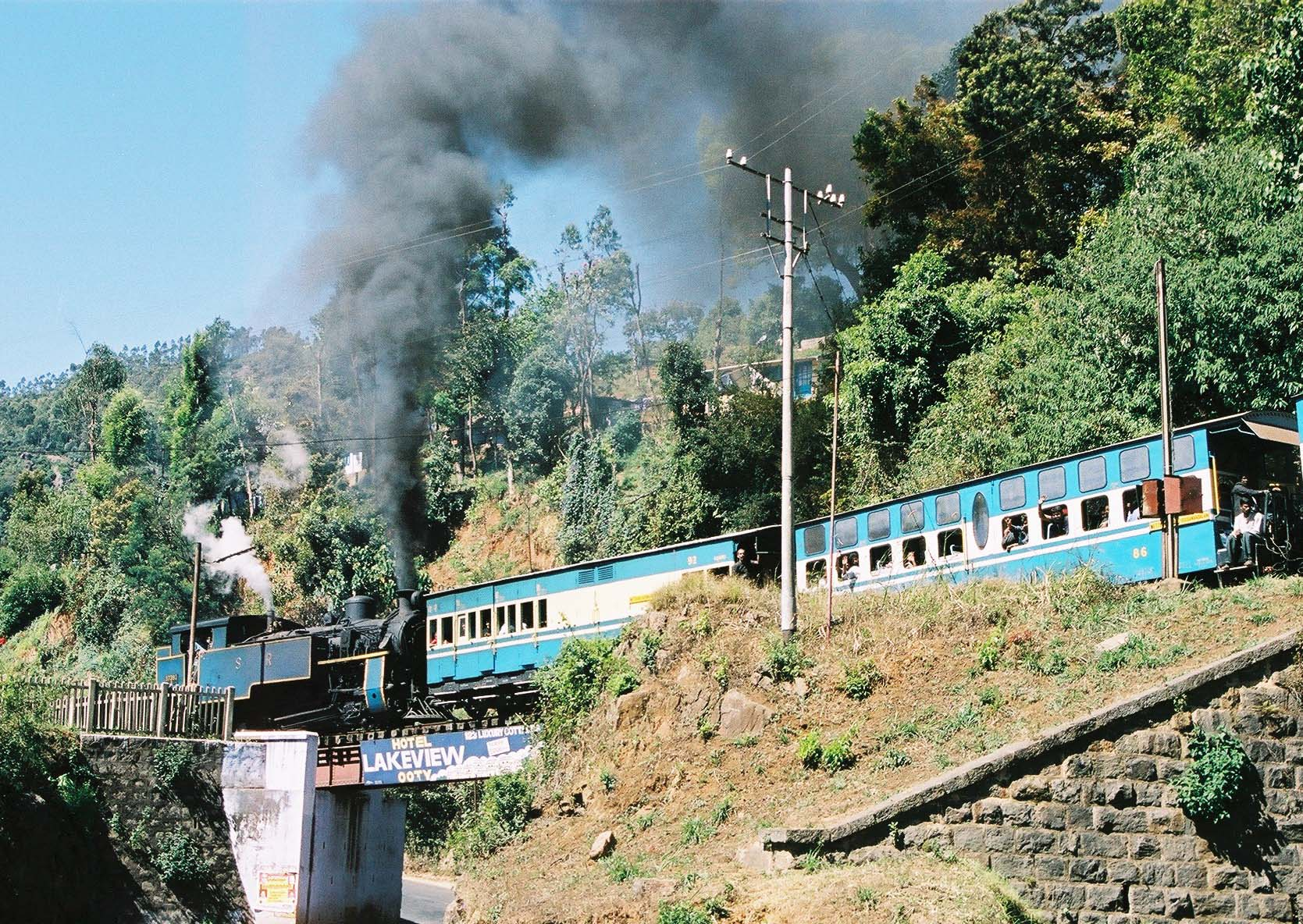
急勾配を登るニルギリ山岳鉄道の列車（2005年2月28日）

ニルギリ山岳鉄道（ニルギリさんがくてつどう）とはタミル・ナードゥ州ニーラギリ県（ニルギリ県）に敷設された鉄道で、インド最古の山岳鉄道のひとつである。2005年からはダージリン・ヒマラヤ鉄道とともに、世界遺産「インドの山岳鉄道群」を構成している。
1845年に計画が持ち上がり最終的にはイギリスの手で敷設が行われ、1899年6月にマドラス鉄道会社の経営で一般向けのものとなった。この鉄道は約46kmの道のりで、麓のメットゥパラヤム（標高326m）から、避暑地である標高2203mのウダカマンダラムを結ぶ。この鉄道はインドで稼動している最後の蒸気機関車鉄道のひとつである。
ニルギリ山岳鉄道の軌間は 1,000 mm のナローゲージである。メットゥパラヤム - クーヌール 間では、車両は急勾配を登るために、SLM社製のラック式蒸気機関車に押されたり曳かれたりする。この区間の斜面の最大傾斜は12対1 (83 ‰) 、平均傾斜は24.5対1 (41‰) である。登るときには蒸気機関車は最後尾に連結され、列車を押し上げる。下るときには先頭に連結され、スピードを制御する。
クーヌール - ウダカマンダラム間は、列車はラック式でないレールの上をディーゼル機関車に牽かれて走行する。
この鉄道の走行区間は 45.88 km で208のカーブ、16のトンネル、250の橋が含まれている。メットゥパラヤムとウダカマンダラムの間にはクーヌール、ヒルグローヴ、ウェリントン、アラヴァンガドゥ、ケッティ、ラヴデイルの各駅がある。ニルギリ山岳鉄道を管理するパラガット県管区 (division) は、およそ100万ドルの年間赤字を計上している。
座標: 北緯11度20分40秒 東経76度47分31秒 / 北緯11.344317度 東経76.791945度